# Kanton Villiers-le-Bel
Kanton Villiers-le-Bel (fr. Canton de Villiers-le-Bel) je francouzský kanton v departementu Val-d'Oise v regionu Île-de-France. Tvoří ho sedm obcí. Před reformou kantonů 2014 ho tvořily 2 obce.

## Obce kantonu
od roku 2015:
- Bonneuil-en-France
- Bouqueval
- Gonesse
- Roissy-en-France
- Le Thillay
- Vaudherland
- Villiers-le-Bel

před rokem 2015:
- Arnouville-lès-Gonesse
- Villiers-le-Bel